# キミはともだち
「キミはともだち」は、2004年5月19日に発売された平井堅の通算21枚目のシングル。発売元はデフスターレコーズ。

## 解説
前作「瞳をとじて」が大ヒットを続ける中、わずか3週間という短いリリース間隔で発売されたシングル。累計出荷枚数は25万枚。
今作は、友情をテーマに書き下ろした歌であるという。また、人の心の温かさを表現するために、収録曲全てに於いて、自身の体を鳴らしながら録音したとも語っている。
表題曲「キミはともだち」はフジテレビ系ドラマ『ワンダフルライフ』主題歌。ミュージック・ビデオは伊藤有壱による全編アニメーションになっている。
カップリング曲「style（D.O.I.re-M.I.X.）」は19thシングル「style」のリミックスで、SOULHEADのTSUGUMIがラップで参加している。

## 収録曲
| 全作詞: 平井堅。 |                                     |        |                     |                     |      |
| #                | タイトル                            | 作詞   | 作曲                | 編曲                | 時間 |
| 1.               | 「キミはともだち」                  | 平井堅 | 平井堅              | 松浦晃久            | 4:46 |
| 2.               | 「jealousy」                        | 平井堅 | YOSHIKA（SOULHEAD） | OCTPUSSY            | 4:02 |
| 3.               | 「style（D.O.I.re-M.I.X.）」        | 平井堅 | 南ヤスヒロ          | D.O.I（リミックス） | 4:18 |
| 4.               | 「キミはともだち」(less main vocal) | 平井堅 |                     |                     | 4:43 |

## 主な記録
2004年5月31日付のオリコン週間シングルチャートでは初登場5位を記録。同日付のチャートの2位には「瞳をとじて」がランクインしており、男性ソロアーティストとしては1981年の寺尾聡（「ルビーの指環」、「SHADOW CITY」）以来23年ぶりとなるシングルチャート2曲同時トップ5入りとなった。